# Ausétans

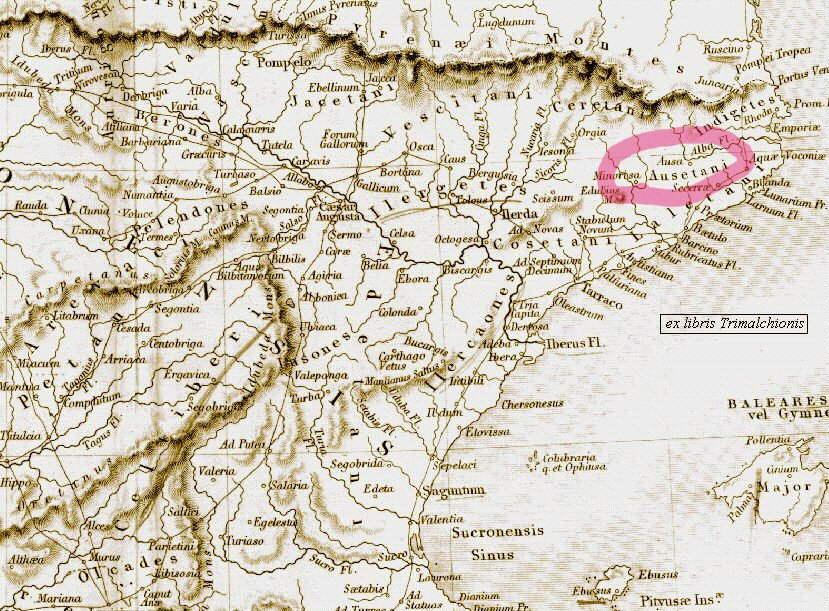
Localisation des Ausétans.

Les Ausétans sont un peuple de l'Espagne ancienne dans la Tarraconaise. Ils vivaient à l'est des Ilergètes dans la région d'Ausona et avait pour capitale Ausa, aujourd'hui Vic.

#### Sur le peuple
- (es) Pau Olmos Benlloch, « Sobre un modelo constructivo de la arquitectura ibérica en territorio Ausetano », Archivo español de arqueología, vol. 86,‎ 2013, p. 37-49 (ISSN 0066-6742, lire en ligne, consulté le 24 septembre 2024).
- (ca) Maria Dolors Molas i Font, « Les recerques sobre les societats ausetana i lacetana. estat de la qüestió », Laietania: Estudis d'historia i d'arqueología de Mataró i del Maresme, no 8,‎ 1993, p. 129-144 (ISSN 0212-8985, lire en ligne, consulté le 24 septembre 2024).
- (es) Carles Padrós Gómez, « La problemática de las fuentes clásicas. Reflexiones y planteamientos del caso Ausetano », Quaderns de prehistòria i arqueologia de Castelló, no 34,‎ 2016, p. 221-231 (ISSN 1137-0793, lire en ligne, consulté le 24 septembre 2024).
- (ca) Montserrat de Rocafiguera Espona, « Els Ausetans a la 2a Guerra Púnica: el paper de les terres del curs mitjà del riu Ter en el conflicte », Treballs d'Arqueologia, no 24,‎ 2020, p. 85-106 (ISSN 1134-9263, lire en ligne, consulté le 24 septembre 2024).
- (es) Francisco Villar Liébana, « « Ausa » y los ausetanos », dans Gregorio Hinojo Andrés, José Carlos Fernández Corte et Carmen Codoñer Merino (es), Munus Quaesitum Meritis: homenaje a Carmen Codoñer, 2007 (ISBN 978-84-7800-399-0), p. 855-865.

#### Sur le territoire
- (es) Francisco Burillo Mozota, « Propuesta de una territorialidad étnica para el Bajo Aragón: los Ausetanos del Ebro u Ositanos », Kalathos: Revista del seminario de arqueología y etnología turolense, nos 20-21,‎ 2001-2002, p. 159-187 (ISSN 0211-5840).
- (ca) Carles Padrós Gómez, « El territori de la plana ausetana i el seu entorn des de l'ibèric ple a l'alt imperi », Cypsela, no 18,‎ 2010, p. 243-262 (ISSN 0213-3431).
- (es) Carles Padrós Gómez, « El territorio ausetano del ibérico final a la baja republica romana (S. III-I ANE) », Estrat Crític: Revista d'Arqueologia, no 5,‎ 2011, p. 124-133 (ISSN 1887-8687, lire en ligne, consulté le 24 septembre 2024).

#### Sur l'épigraphie
- (ca) Joan Ferrer i Jané, « L'abecedari ibèric no dual de l’Esquirol i altres novetats d’epigrafia ibèrica rupestre ausetana », Revista d'arqueologia de Ponent, no 31,‎ 2021, p. 79-103 (ISSN 1131-883X, lire en ligne, consulté le 24 septembre 2024).
- (es) H. García, « A propósito de una inscripción ausetana », Ausa, no 1,‎ 1952, p. 10-13 (ISSN 0210-5853, lire en ligne, consulté le 24 septembre 2024).
- (es) Eduard Junyent (es), « Un nuevo miliario ausetano », Ausa, no 14,‎ 1955, p. 148-152 (ISSN 0210-5853, lire en ligne, consulté le 24 septembre 2024).
- (es) J. Vilaplana Pujolar, « Estela ibérica ausetana », Ausa, no 3,‎ 1953, p. 101-103 (ISSN 0210-5853, lire en ligne, consulté le 24 septembre 2024).

#### Sur la numismatique
- (es) Miquel dels Sants Gros i Pujol (ca), « Moneda ibérica ausetana », Ausa, no 3,‎ 1953, p. 104-107 (ISSN 0210-5853, lire en ligne, consulté le 24 septembre 2024).
- (es) Leandre Villaronga (es), « Sistematización del numerario ibérico del grupo ausetano », Acta Numismàtica, no 3,‎ 1973, p. 25-51 (ISSN 2013-3928).